# Második Mefisztó-keringő

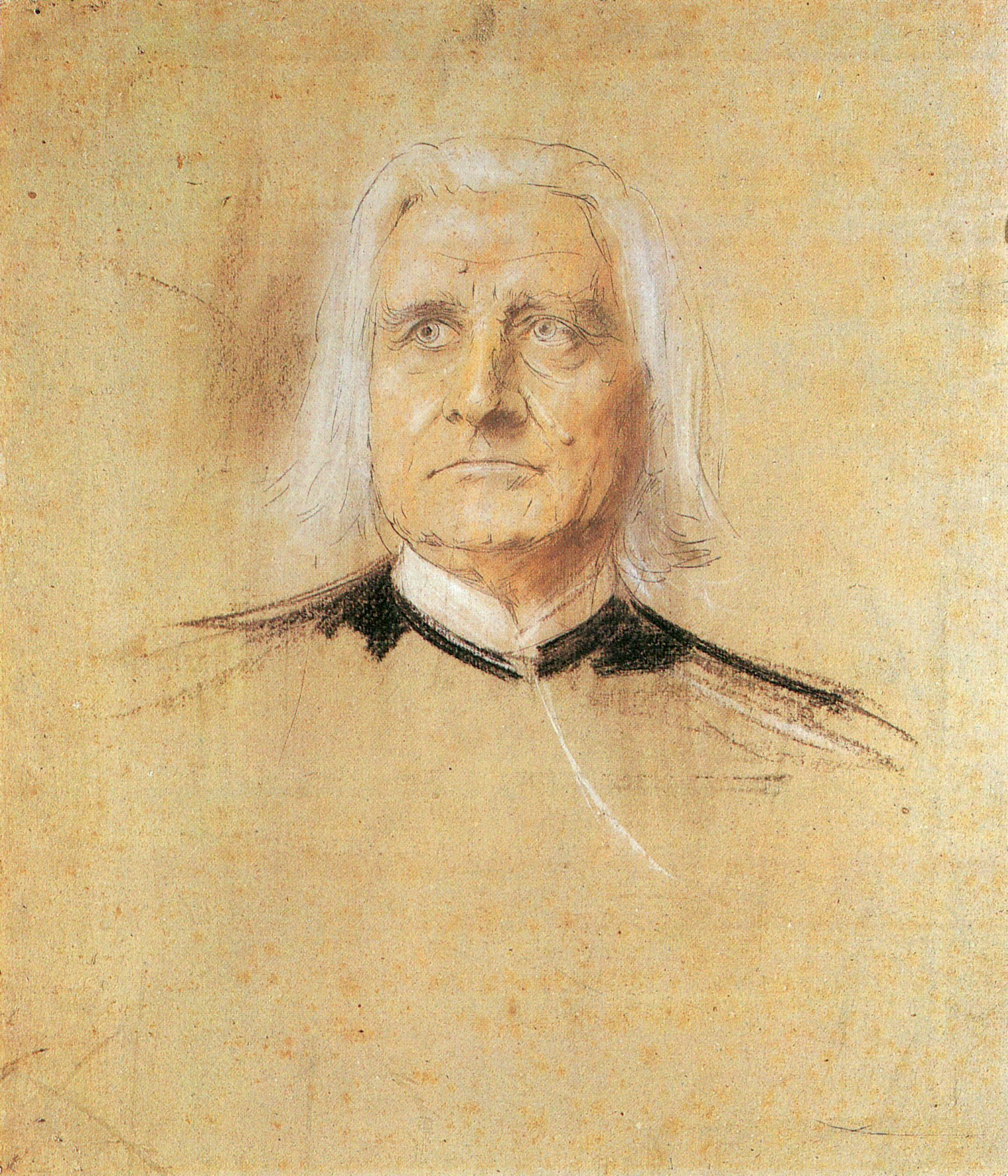
Liszt 1880 körül (Franz von Lenbach rajza)

A Második Mefisztó-keringő (német címe: Zweiter Mephisto-Walzer) Liszt Ferenc öregkori műve: hetvenéves korában komponálta. Bemutatója 1881-ben volt Budapesten. Nyomtatásban még ugyanebben az évben megjelent, ajánlása Saint-Saënsnak szólt. Műjegyzékszáma S.111.

## A mű születése
A Faust–Mefisztó téma 1830-tól foglalkoztatta Lisztet. De nem a Goethe-féle értelmezés vonzotta, sokkal közelebb állt hozzá Lenau megfogalmazása és Byron Manfrédjének rokon vonásai. Goethétől annyira el akart vonatkoztatni, hogy még az 1854-ben, a Goethe-ünnepségekre komponált Faust-szimfóniájában sem a nagy német költő – számára „kispolgárinak” ható – Faustját, hanem a saját romantikus, hősiesebb, nagyvonalúbb Faust-alakját fogalmazta meg. A komponistát a történetből Mefisztó alakja talán még jobban foglalkoztatta, amit az is bizonyít, hogy az itt tárgyalt 2. Mefisztó-keringőn kívül is több ilyen művet írt: a Két epizód Lenau Faustjából második darabját, az önállósult 1. Mefisztó-keringőt és annak zongoraváltozatát, a zongorára írott kései 3. és 4. számú Mefisztó-keringőt, valamint a Mefisztó-polkát.
A Második Mefisztó-keringő komponálása idején Liszt váltakozva hol Budapesten, hol Weimarban, hol Rómában tartózkodott. Ezt a művét 1880 decemberében, Tivoliban, a Villa d’Estében komponálta. Gyorsan elkészült vele, januárban már meg is hangszerelte. 1881. január 20-án érkezett Budapestre, ahol ünnepélyesen átadták számára a Sugár úti Zeneakadémián kialakított új lakását. Valószínűleg még itt is dolgozott a hangszerelésen, mert a mű ősbemutatóján a zenekar még kéziratos kottából játszott.
A darabot 1881. március 9-én mutatta be a Vigadóban a Filharmóniai Társaság zenekara, Erkel Sándor vezényletével. Liszt Léo Delibes társaságában vett részt a hangversenyen, amelyen a darab sikert aratott, amolyan jóindulatú sikert; Liszt kései műveit nem értették meg sehol, az az utókor feladata lett. A Fővárosi Lapok másnapi száma így írt: „Utána megeredt a taps, s az ősz mester egy páholyból hajtogatta magát. A zenekar ismételte, s ekkor még jobban tapsolták, legjobban Delibes. Liszt lejött, s az emelvényen jelent meg egy párszor…”
A darab partitúrája 1881-ben jelent meg a Fürstner kiadónál, ajánlása  Camille Saint-Saënsnak szólt.

## A zene
Liszt Második Mefisztó-keringője két évtizeddel követte az elsőt. Ekkorra a komponista zenei nyelve, stílusa már erőteljesen megváltozott, fejlődött, mondhatni megelőzte korát. Ez a második Mefisztó szikárabb, fanyarabb, érdesebb, ugyanakkor agresszív és félelmetes démon, távol van a régi, húsz évvel korábbi szellemes-világfi sátántól. A zeneszerző programot nem mellékelt a műhöz, de a kiinduló forrás feltehetően a lenaui Mefisztó-portré, mégis hatalmas a különbség, amit a „weimari” Liszt és az idős, a zeneszerzői érettség teljes birtokában lévő zeneszerző két műve között érezni.
Az egytételes mű szerkezetileg három, majdnem teljesen egyforma hosszúságú szakaszra oszlik, formája A–B–A, alaphangneme Esz-dúr. A kezdet csendes, finom hangszerelésű, ennek ellenére azonnal félelmetesnek hat, mert megszólal benne a mefisztói tritónus. A visszafogott kezdés után az első (A) szakasz vad karakterű, benne az egész zenekar közreműködik. A generálpauza után következő középrész (B) az öreg, megcsömörlött Mefisztó idézőjelbe tett epekedése (ne feledkezzünk meg a mű önarckép jellegéről). Témája az elsővel rokon, „vágyakozó”, amoroso dallam, a középső vonósok és a hárfa kíséretével. E fölött szólal meg újra az első rész vad Mefisztó-témája, amivel a befejező részhez érkezünk. Noha nincsenek benne a régi Mefisztó-valcerre jellemző ritmikai megoldások, a 6/8-os táncritmussal mégis démoni hatást ér el.
A zenekari hangszerelés: kisfuvola, két fuvola, két oboa, két klarinét, két fagott, négy kürt, két trombita, két tenorharsona, basszusharsona, tuba, üstdob, triangulum, cintányér, hárfa és vonósok.
Liszt a szimfonikus anyagból zongoraátiratokat is készített, a két kézre írt műjegyzékszáma S.515, a négykezes változaté S.600.